# Col Needham
Col Needham (Manchester, 26 de janeiro de 1967) é um empresário inglês conhecido por ser o fundador e CEO de IMDb. Atuou como diretor da IMDb até o período em que a empresa foi vendida para Amazon.com em 1998.

## Biografia
Needham nasceu em Denton na Inglaterra, e cresceu na Stockport Road. Frequentou Audenshaw School e Clarendon Sixth Form College. Formou-se na Universidade de Leeds como bacharel em ciência da computação em 1988.

## Vida pessoal
Needham casou-se em 1989. Tem filhas gêmeas e mora em Stoke Gifford. Ele também é um fã notável dos compositores russos clássicos do início do século XX, particularmente os trabalhos de Dmitri Shostakovitch.

## Ligações Externas
- Col Needham. no IMDb.